# Крейчий, Карел
Ка́рел Кре́йчий (чеш. Karel Krejčí; род. 20 декабря 1968, Карвина) — чешский футболист и футбольный тренер. Выступал на позициях защитника, полузащитника.

## Карьера игрока
Свою футбольную карьеру Крейчий начал в клубе «Сушице» из одноименного города, откуда в 1986 году перебрался в Пльзень, в молодёжную команду «Шкоды». В 1987 году подписал контракт с клубом «Йиндржихув-Градец». С 1988 по 1989 год выступал за клуб «Писек», а по истечении контракта вернулся обратно в «Шкоду» из Пльзеня. В 1993 году перешёл в клуб «Свит» из города Злин, а через два года переехал в Пршибрам, где играл за местную «Дуклу» около трёх лет. В 1998 году перешёл в «Ческе-Будеёвице», где в 2000 году завершил карьеру игрока. Всего в высшей лиге Чехии сыграл 80 матчей и забил три мяча.

## Карьера тренера
Свою тренерскую карьеру Крейчий начал в 1997 году в «Дукле», где тренировал молодёжь, одновременно выступая за первую команду. Те же функции он выполнял и в клубе «Ческе-Будеёвице». В 2000 году вернулся в Пршибрам на должность тренера молодёжи, а потом стал помощником главного тренера. С лета 2007 года был главным тренером молодёжной команды в клубе «Виктория Пльзень».

### Виктория Пльзень
В конце апреля 2008 года и до конца сезона 2007/08 был назначен главным тренером первой команды, заменив на этом посту отправленного в отставку Станислава Левого. Летом 2008 года, после прихода в клуб Ярослава Шилгавого, вернулся на должность ассистента. Также был помощником нового главного тренера Павла Врбы и помогал ему тренировать команду до 2013 года. За пять лет работы в клубе Крейчий помог «Виктории» дважды стать чемпионом Чехии, два раза сыграть в групповом раунде Лиги чемпионов, выиграть Кубок и Суперкубок Чехии.

### Сборная Чехии
С 2014 по 2016 год также являлся помощником главного тренера сборной Чехии Павла Врбы, с которым вместе ушёл из «Виктории» после назначения последнего на эту должность.

### Виктория Пльзень (возвращение)
В августе 2015 года был назначен главным тренером «Виктории», заменив уволенного Мирослава Коубека. Вскоре после своего назначения ему удалось вывести команду в групповую стадию Лиги Европы. А в чемпионате Чехии «викторианцы» завоевали золотые медали и стали чемпионами Чехии 2015/16.
19 мая 2016 года сезона Крейчий оставил пост главного тренера, решив сосредоточиться на работе в сборной.

### Сборная Чехии до 20 лет
В начале 2017 года был назначен главным тренером сборной Чехии до 20 лет, сменив на этом посту Мартина Сведика, возглавившего клуб «Млада-Болеслав».

## Достижения
Виктория Пльзень
- Чемпион Чехии: 2015/16